# 利薩赫

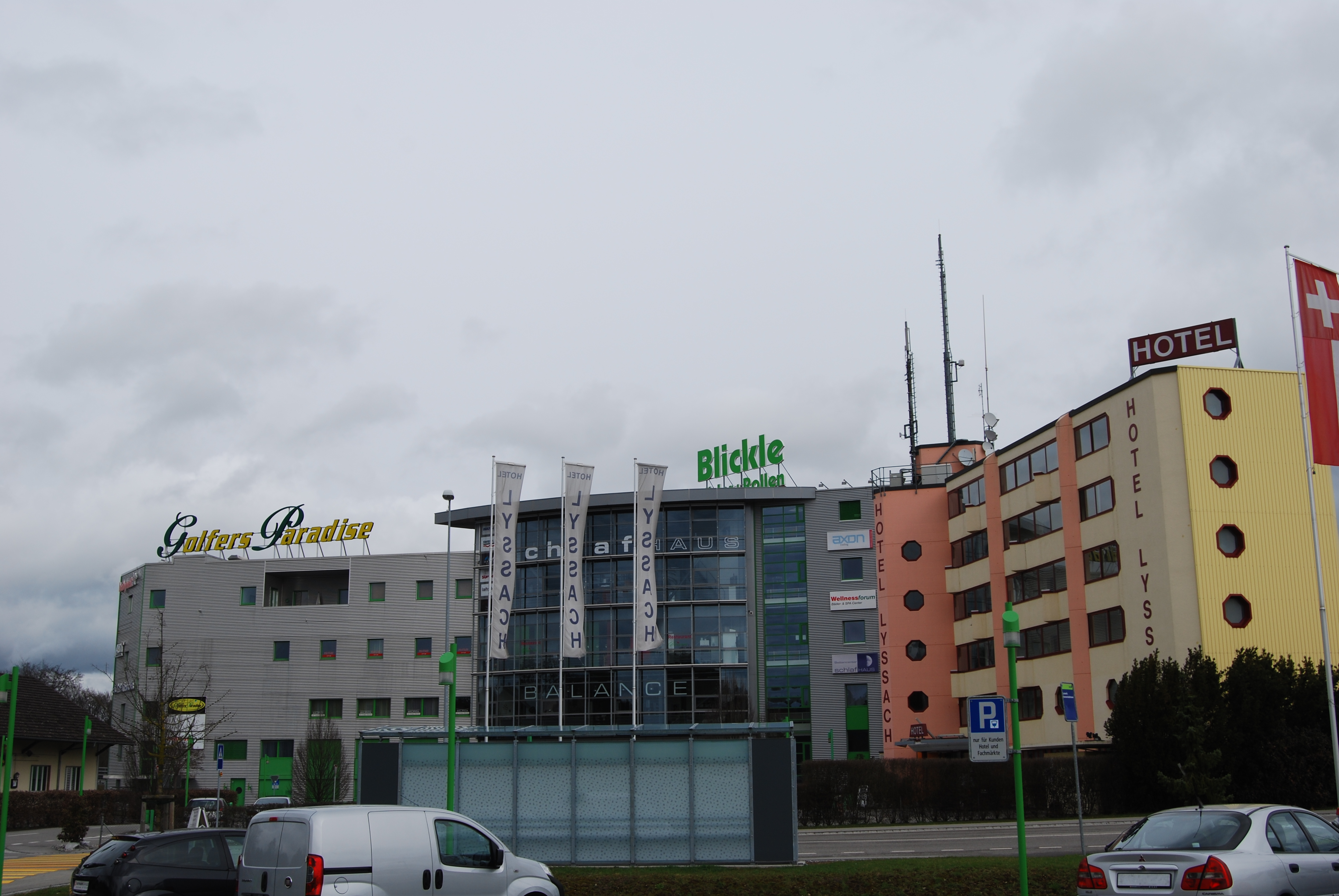

利薩赫是瑞士的城鎮，位於該國中西部，由伯恩州負責管轄，面積6.06平方公里，海拔高度516米，2011年人口1,424，七成半人口信奉基督教，人口密度每平方公里235人。